# Force d'Ampère
Pour les articles homonymes, voir Ampère (homonymie).

Deux fils conducteurs parcourus par un courant électrique de même sens s'attirent mutuellement à travers le champ magnétique qu'ils créent. Le conducteur du haut est parcouru par un courant I2 dans un champ électrique B1, et subit la force de Lorentz F12 (et réciproquement).

En magnétostatique, la force d'attraction ou de répulsion entre deux fils conducteurs parcourus par un courant électrique (voir figure) est souvent appelé la force d'Ampère. L'origine physique de cette force vient de ce que chaque fil engendre un champ magnétique, suivant la loi d'Ørsted (loi de Biot et Savart), et l'autre fil subit en conséquence une force magnétique, suivant la force de Lorentz.

## Équation

Loi d'Ørsted.

D'après la loi d'Ørsted, la contribution dB au champ magnétique du point {\displaystyle {\vec {r}}} d'un élément infinitésimal dl, situé au point {\displaystyle {\vec {r}}'}  et parcouru par le courant I, est :
{\displaystyle {\rm {d{\vec {B}}({\vec {r}})={\frac {\mu _{0}}{4\pi }}I\;{\rm {d{\vec {l}}\wedge {\frac {({\vec {r}}-{\vec {r'}})}{|{\vec {r}}-{\vec {r'}}|^{3}}}}}}}}.
Si un élément de conducteur dl placé dans un champ magnétique {\displaystyle {\vec {B}}} et parcouru par un courant électrique I, l'expression de la force de Laplace élémentaire à laquelle il est soumis est : 
{\displaystyle d{\vec {F}}=I\cdot d{\vec {l}}\wedge {\vec {B}}\;}

### Cas particulier: deux conducteurs parallèles
Le cas le plus connu et le plus simple de la force d'Ampère est celui qui sous-tendait jusqu'en 2019 la définition de l'ampère, l'unité SI de courant. La force par unité de longueur entre deux conducteurs parallèles rectilignes et infinis, est :
{\displaystyle {\frac {F_{m}}{L}}=2k_{A}{\frac {I_{1}I_{2}}{d}}}
Formule où kA est la constante de force magnétique de la loi de Biot et Savart, Fm/L est la force par unité de longueur, d est la distance entre les deux fils, et I1, I2 sont les courants continus porté par les fils.
C'est une bonne approximation si un des fils est suffisamment long par rapport à l'autre pour qu'il puisse être considéré comme infiniment long, et si la distance entre les fils est suffisamment faible par rapport à leur longueur (de sorte que l'on peut considérer les deux fils comme infinis par rapport à cette petite longueur), mais que l'intervalle est néanmoins grand par rapport au diamètre des fils (de sorte qu'ils peuvent également être considérés comme des fils infiniment fin). La valeur de kA dépend du système d'unités choisi, détermine la valeur de l'unité de courant. Dans le système international d'unités,,
{\displaystyle k_{A}\ {\overset {\underset {\mathrm {def} }{}}{=}}\ {\frac {\mu _{0}}{4\pi }}}
Où μ0 est la constante magnétique, définie dans le système SI, comme,
{\displaystyle \mu _{0}\ {\overset {\underset {\mathrm {def} }{}}{=}}\ 4\pi \times 10^{-7}} N / A2.
Ainsi, dans le vide,
« un ampère est l'intensité d'un courant constant qui, s'il est maintenu dans deux conducteurs linéaires et parallèles, de longueurs infinies, de sections négligeables, et distants d'un mètre dans le vide, produit entre ces deux conducteurs, une force linéaire égale à 2×10-7 newton par mètre. »